# Clavidisculum kriegerianum
Clavidisculum kriegerianum är en svampart som beskrevs av Kirschst. 1938. Clavidisculum kriegerianum ingår i släktet Clavidisculum och familjen Hyaloscyphaceae.   Inga underarter finns listade i Catalogue of Life.